# San Antonio del Sur, Cuba
San Antonio del Sur là một đô thị và là một thành phố ở tỉnh Guantánamo của Cuba. Đô thị này nằm ở duyên hải phía nam của Cuba, giáp với eo biển Windward về phía nam.

## Dân số
Năm 2004, đô thị San Antonio del Sur có dân số 26.509 người. Tổng diện tích 585 km² (225,9 mi²), và mật độ dân số 45,3người/km² (117,3người/sq mi).